# Max-Hellmuth Ostermann
 (mars 2014).
Si vous disposez d'ouvrages ou d'articles de référence ou si vous connaissez des sites web de qualité traitant du thème abordé ici, merci de compléter l'article en donnant les références utiles à sa vérifiabilité et en les liant à la section « Notes et références ».
Pour les articles homonymes, voir Ostermann.
Max-Hellmuth Ostermann (11 décembre 1917 – 9 août 1942) est un as allemand de la Luftwaffe pendant la Seconde Guerre mondiale. Haut comme trois pommes et un visage d'enfant, ce pilote atypique est pourtant crédité de 102 victoires en combat aérien et de 300 missions de guerre. Il est l'un des premiers grands as sur le front Est du secteur de Leningrad jusqu'à sa mort en 1942.

## Premier combats
Malgré son petit gabarit, Ostermann rejoint la Luftwaffe en mars 1937. Affecté au I./ZG 1, un groupe de chasseurs lourds équipé de Bf 110, le jeune Leutnant connaît son épreuve du feu en septembre 1939 lors de la campagne de Pologne, en effectuant essentiellement des attaques au sol. En janvier 1940, le patron de son groupe le Hauptmann Wolfgang Falck (en) (futur père de la chasse de nuit allemande) constate que le lourd Bf 110 est un peu trop grand pour l'ossature du jeune Ostermann. Ce dernier n'en pense pas moins et il est transféré en avril 1940 dans un groupe de chasse monomoteur, le I.Gruppe de la Jagdgeschwader 21 (I./JG 21), équipé de Bf 109E.
Affecté à la 1. Staffel, Ostermann côtoie des pilotes comme Günther Scholz (en) et Hans-Ekkehard Bob (en) qui deviendront pour lui des mentors. Il doit toutefois s'adapter à sa nouvelle monture et, chose assez rare dans l'aviation, des blocs de bois sont montés entre ses pieds et le palonnier pour lui permettre de manœuvrer le gouvernail ! Le 20 mai 1940 en pleine Bataille de France, Ostermann abat son premier adversaire en descendant un chasseur français, puis un second six jours plus tard, non sans avoir percuté les débris de ce dernier ; il parvient toutefois à ramener son avion à la base sans autres casses. Le 6 juillet, le I./JG 21 est renommé III./JG 54, la staffel 1./JG 21 devenant de ce fait la staffel 7./JG 54. Le nouveau groupe complète ainsi l'escadre entière JG 54 « Grünherz » (cœur vert).
À partir de ce moment-là, Ostermann participe à la grande Bataille d'Angleterre où la Luftwaffe tente vainement d'obtenir la supériorité aérienne dans le ciel britannique. Malgré les nombreuses pertes, il ajoute 6 succès à son palmarès (cinq Spitfire et un Hawker Hurricane) et termine l'année avec 8 victoires. Il s'ensuit une longue pause de cinq mois qui précède un déplacement des II. et III./JG 54 en Yougoslavie dans les Balkans. Du 6 au 7 avril, les deux groupes revendiquent une vingtaine de victoires. Ostermann pour sa part abat un chasseur ennemi au-dessus de Belgrade le 6 avril, ironiquement un Bf 109 yougoslave, puis un autre appareil le lendemain mais qui ne lui sera pas confirmé. La Yougoslavie signe finalement la reddition dix jours plus tard.

## Front de l'Est
L'invasion de l'Union soviétique le 22 juin 1941 permet aux pilotes de la JG 54 d'augmenter leurs scores de façon certaine. Opérant à partir de la province de Prusse-Orientale via la ville de Leningrad, les as comme Ostermann vont pouvoir se distinguer face à des chasseurs russes dépassés. Le second jour de l'invasion, Ostermann descend deux bombardiers bimoteurs et récidive le 26 en abattant un autre bombardier, mais doit effectuer ce jour-là un atterrissage sur le ventre. Le 6 juillet, lors de sa troisième mission de la journée, il réalise un nouveau doublé et obtient du même coup sa 20e victoire aérienne. Le 1er août, il obtient la 1000e victoire pour la JG 54 et le 4 septembre, il reçoit la croix de chevalier après son 29e succès.
Ce ne sont pas les victoires qui distinguent Ostermann à cette époque mais sa technique d'attaque. Le Bf 109 est supérieur aux petits chasseurs I-15 et I-16 mais ces derniers sont ultra maniables et peuvent s'avérer mortels en combat rapproché et à basse altitude. La plupart des as allemands préfèrent alors utiliser la vitesse et la puissance du Bf 109 pour attaquer et abattre leurs adversaires par l'arrière et par surprise avant de remonter en chandelle, puis d'attaquer à nouveau. À l'inverse, Ostermann privilégie le combat tournoyant à l'instar de Hans-Joachim Marseille en Afrique du Nord, ce qui, face à un adversaire plus maniable, requiert une solide dextérité. Muté à la 3./JG 54 et promu Oberleutnant, l'as remporte le 13 novembre, sa 40e victoire et termine l'année à la 3e place des as de son escadre, derrière Hans Philipp et Wolfgang Späte (en).
Excellant dans ces méthodes, il descend encore 15 adversaires en janvier 1942, atteignant du même coup la barre des 60 victoires aériennes et les feuilles de chêne à sa croix de chevalier. Bénéficiant d'un peu de repos, il reçoit des mains même du Führer sa dernière décoration. Ostermann en profite aussi pour se marier, mais sur le chemin de la cérémonie, il est arrêté et mis en prison par un policier allemand. Ce dernier pensait de bonne foi, en voyant son air juvénile et sa petite taille, avoir affaire à un écolier qui jouait et portait illégalement un uniforme et des décorations militaires !
De retour au front en mars, l'« écolier » en question prend la tête de la 8./JG 54 et développe une nouvelle technique de chasse tout aussi audacieuse que dangereuse. Volant bien au-delà de la ligne de front, il s'insère dans les formations ennemies afin de descendre les pilotes russes les moins expérimentés pendant qu'ils décollent ou atterrissent. Cette tactique lui permet ainsi d'augmenter son score de façon significative. Il termine le mois de mars avec 20 succès supplémentaires et en ajoute 12 autres en avril. Enfin, le 12 mai, il devient le 7e pilote de l'histoire à atteindre les 100 victoires, bien qu'ayant été également ce jour-là touché et blessé au bras droit et à la cuisse. C'est sur un lit d'hôpital qu'il apprend cinq jours plus tard sa nomination pour la croix de chevalier de la croix de fer avec feuilles de chêne et glaives. Cette récompense lui est remise à la Wolfsschanze de Hitler fin juin, en présence du Hauptmann Hans Philipp, l'as des as de la JG 54 et le Hauptmann Kurt Ubben (en) de la JG 77.
Ostermann retourne au combat au début du mois d'août. Le 8, tard dans la soirée, l'as allemand fidèle à sa tactique surprend des P-40 proches de leurs bases, en descend un avant de rejoindre son propre terrain d'aviation. Il récidive le lendemain bien décidé à recommencer mais cette fois, les Russes l'attendent et lui tendent un piège. Volant à 1 000 m avec son ailier, il repère une section de neuf P-40, en abat un par l'arrière avant de reformer pour une deuxième attaque. Surgissent alors plusieurs chasseurs qui déboulent de l'aurore dans la localité d'Amossovo. Pris à partie sans aucune possibilité de manœuvre, l'avion d'Ostermann est abattu et s'écrase en flamme près d'un petit bois, tuant son pilote de 24 ans.
Max-Hellmuth Ostermann est le second expertern aux 100 victoires de la Luftwaffe (après Werner Mölders) à disparaître et l'un des deux seuls pour l'année 1942 (l'autre étant Hans-Joachim Marseille). Pilote atypique comme ce dernier, Ostermann mourut au sommet de sa gloire : en 300 missions de combat, il remporta 9 victoires sur le front de l'Ouest et 93 sur le front de l'Est.